# Asian 5 Nations 2013
El Asian 5 Nations de 2013 fue la 26ª edición del principal torneo asiático de rugby.

## Equipos participantes
- Selección de rugby de Corea del Sur
- Selección de rugby de Emiratos Árabes Unidos
- Selección de rugby de Filipinas (Volcanes)
- Selección de rugby de Hong Kong (Dragones)
- Selección de rugby de Japón (Brave Blossoms)

## Posiciones
| Pos. | Equipo                 | Encuentros | Encuentros | Encuentros | Encuentros | Tantos  | Tantos    | Tantos     | Puntos Bonus | Puntos Totales |
| Pos. | Equipo                 | jugados    | ganados    | empatados  | perdidos   | a favor | en contra | diferencia | Puntos Bonus | Puntos Totales |
| ---- | ---------------------- | ---------- | ---------- | ---------- | ---------- | ------- | --------- | ---------- | ------------ | -------------- |
| 1    | Japón                  | 4          | 4          | 0          | 0          | 316     | 8         | + 308      | 4            | 24             |
| 2    | Corea del Sur          | 4          | 3          | 0          | 1          | 185     | 115       | + 70       | 3            | 18             |
| 3    | Hong Kong              | 4          | 2          | 0          | 2          | 134     | 108       | + 26       | 2            | 12             |
| 4    | Filipinas              | 4          | 1          | 0          | 3          | 63      | 250       | - 187      | 1            | 6              |
| 5    | Emiratos Árabes Unidos | 4          | 0          | 0          | 4          | 28      | 245       | - 217      | 0            | 0              |

Nota: Se otorgan 5 puntos al equipo que gane un partido, 3 al que empate y 0 al que pierda
Puntos Bonus: 1 punto por convertir 4 tries o más en un partido y 1 al equipo que pierda por no más de 7 tantos de diferencia

## Resultados

### Primera fecha
| 20 de abril | Japón | 121 - 0 | Filipinas |  |  |

| 20 de abril | Hong Kong | 53 - 7 | Emiratos Árabes Unidos |  |  |

### Segunda fecha
| 26 de abril | Emiratos Árabes Unidos | 10 - 75 | Corea del Sur |  |  |

| 27 de abril | Hong Kong | 0 - 38 | Japón |  |  |

### Tercera fecha
| 4 de mayo | Japón | 64 - 5 | Corea del Sur |  |  |

| 4 de mayo | Filipinas | 20 - 59 | Hong Kong |  |  |

### Cuarta fecha
| 10 de mayo | Emiratos Árabes Unidos | 3 - 93 | Japón |  |  |

| 11 de mayo | Corea del Sur | 62 - 19 | Filipinas |  |  |

### Quinta fecha
| 18 de mayo | Corea del Sur | 43 - 22 | Hong Kong |  |  |

| 18 de mayo | Filipinas | 24 - 8 | Emiratos Árabes Unidos |  |  |

| Bandera de Japón       |
| Campeón Japón          |
| Vigésimo primer título |